# Dasineura hygrophila
Dasineura hygrophila är en tvåvingeart som först beskrevs av Josef Mik 1883.  Dasineura hygrophila ingår i släktet Dasineura och familjen gallmyggor. Inga underarter finns listade i Catalogue of Life.